# ناهر (شاهرود)
ناهر یک روستا در ایران است که در دهستان خوارتوران شهرستان شاهرود واقع شده‌است. ناهر ۵۳ نفر جمعیت دارد.